# 1200 Imperatrix
Imperatrix (asteróide 1200) é um asteróide da cintura principal com um diâmetro de 39,52 km, a 2,7299758 UA. Possui uma excentricidade de 0,1081935 e um período orbital de 1956,25 dias (5,36 anos).
Imperatrix tem uma velocidade orbital média de 17,02349205 km/s e uma inclinação de 4,60883º.
Esse asteróide foi descoberto em 14 de Setembro de 1931 por Karl Reinmuth.